# Ralph Irizarry
Ralph Irizarry (Harlem, 18 juli 1954 - Brooklyn, 5 september 2021) was een Amerikaans slagwerker (timbalero).
Ralph Irizarry werd geboren in Spanish Harlem. Hij maakte al vroeg kennis met zijn specialiteit de timbales, toen zijn vader een set in de schoot geworpen kreeg als betaling van een schuld aan de familie. Na diverse verhuizingen binnen New York verhuisde de familie in 1970 naar Puerto Rico. Irizarry leerde zichzelf het bespelen van allerlei slaginstrumenten door te spelen in diverse ensembles op het eiland. In 1974 verhuisde Irizarry terug naar New York. Hij kwam in 1978 terecht in de band van Ray Barretto. Er volgde een aantal opnamen. In 1983 ging hij spelen bij Rubén Blades in de band Seis del Solar. Zij speelden onder meer voor president Bill Clinton in het Witte Huis. De muziekstijl verschoof langzaam naar latin jazz. In 1997 kwam de samenwerking tot een eind.
Daarna speelde Irizarry als sessiemuzikant mee op albums van uiteenlopende artiesten, onder wie Harry Belafonte, David Byrne, Celia Cruz, Paquito D’Rivera, Juan Luis Guerra, Earl Klugh, Steve Khan,  Israel López “Cachao”, Wynton Marsalis en  Paul Simon.
Irrizarri richtte tweemaal een eigen ensemble op: in 1996 Timbalaye, dat in 2004 werd opgeheven, en later SonCafe.
Ralph Irizarry stierf op 5 september 2021 in een ziekenhuis in Brooklyn op 67-jarige leeftijd aan complicaties nadat zijn gezondheid al enige tijd aan het verslechteren was.

## Discografie
- 1998: Timbalaye
- 2000: Best kept secret (Timbalaye)
- 2004: It’s time (Timbalaye)
- 2007: Ballando con Azucar (SonCafe)
- 2007: Tributo (SonCafe)
- 2012: Viejos Peros Sabrosos (solo)